# Daniele Lupo
Daniele Lupo (ur. 6 maja 1991 w Rzymie) – włoski siatkarz plażowy, medalista igrzysk olimpijskich i mistrzostw Europy.

## Życiorys
Jego matka pochodzi z Kazachstanu.
W World Tour zadebiutował w 2010. Pierwsze turniejowe podium tych rozgrywek osiągnął w 2012, a pierwsze zwycięstwo w 2014 w Fuzhou z Nicolai.
Lupo największe sukcesy w siatkówce plażowej odnosił w parze z Paolo Nicolai. Razem z mim zdobył trzy złote medale mistrzostw Europy – w 2014 w Cagliari, 2016 w Biel/Bienne i 2017 w Jurmale.
Na igrzyskach olimpijskich wystawił dwukrotnie, w obu przypadkach z Nicolai. Na igrzyskach 2012 w Londynie Włosi dotarli poprzez baraże do ćwierćfinału, gdzie zostali przez holenderską parę Nummerdor/Schuil. Podczas 2016 odbywających się w Rio de Janeiro zdobyli srebrny medal po porażce we finale z Brazylijczykami Alisonem Ceruttim i Bruno Oscarem Schmidtem. Był chorążym reprezentacji Włoch podczas ceremonii zamknięcia igrzysk.
We wrześniu 2024 roku w parze z Ivanem Zaytsevem w Lignano Sabbiadoro został mistrzem Włoch.